# Embalse de Campo Alegre

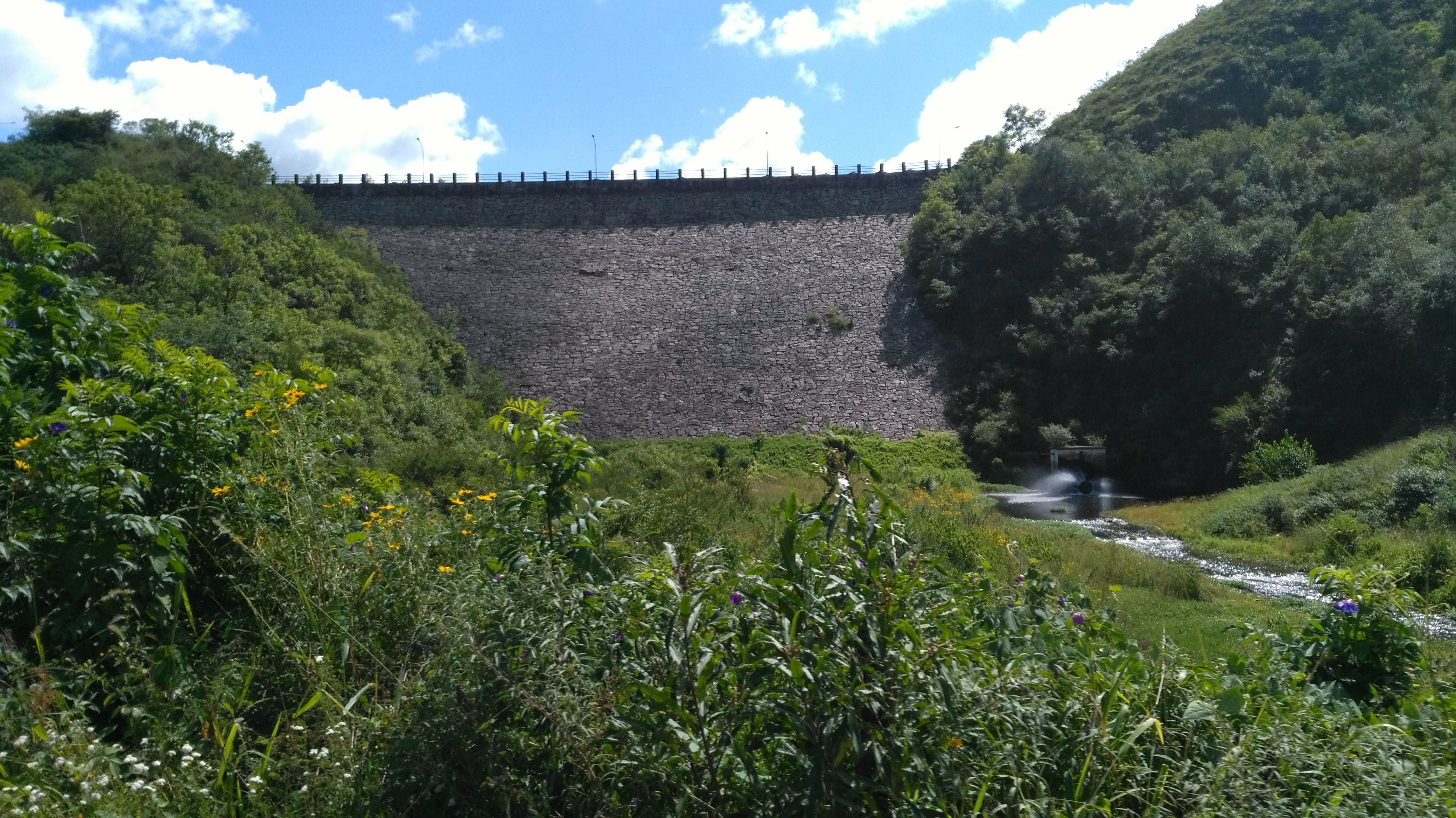
Muro de contención del Dique Campo Alegre

El embalse Campo Alegre Ing. Alonso Peralta es un lago artificial, ubicado a 5 km del pueblo de la Caldera, en la provincia de Salta, Argentina cuyas aguas están destinadas al regadío de sembrados y como reserva de agua de la ciudad de Salta.
Fue construido a principios de los 1970s. Ubicado a unos 1421 m s. n. m., circundado por cerros y quebradas, se accede por un camino de montaña a la vera del río Caldera por la RN 9 hacia la Provincia de Jujuy (aproximadamente a 30 km de la capital salteña).
Este embalse y todo su entorno aparecen aptos para el desarrollo de actividades deportivas, entre las que sobresalen la navegación a vela, pesca deportiva, deportes náuticos, senderismo y cabalgatas por sus alrededores.